# Parco regionale urbano di Aguzzano

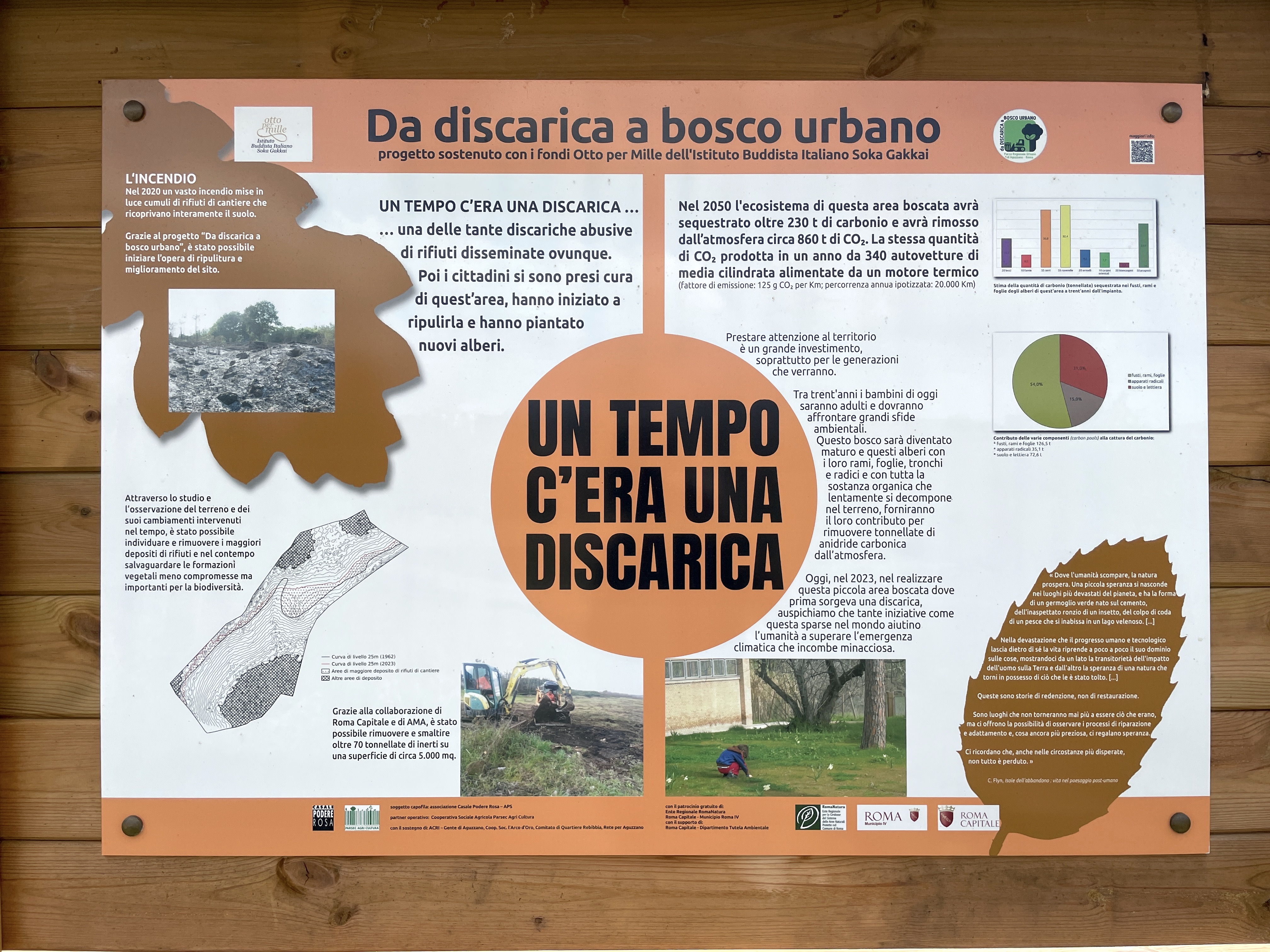
Insegna pubblica descrittiva

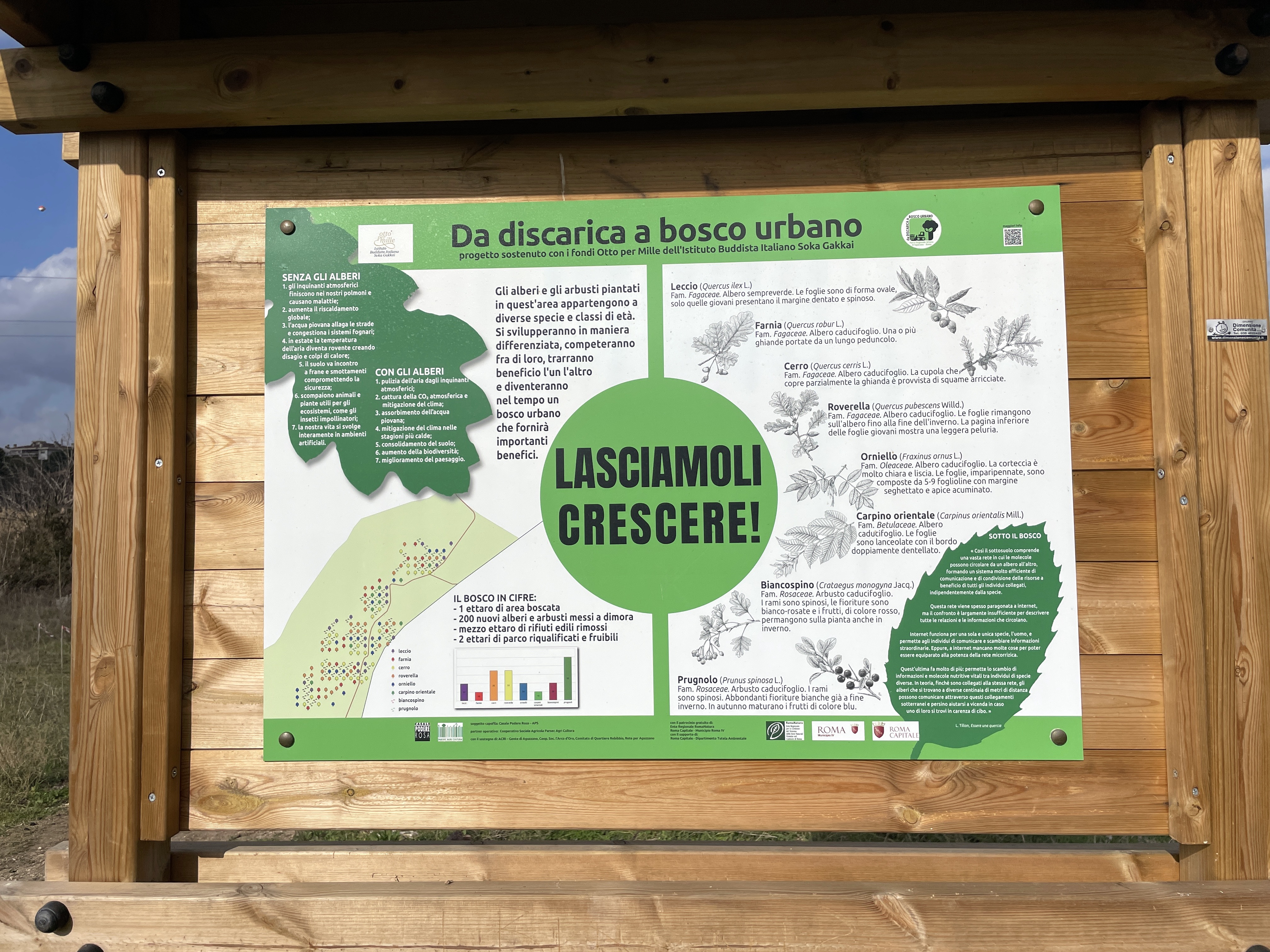
Insegna pubblica descrittiva

Il parco regionale urbano di Aguzzano è un parco sito nella periferia nord-est di Roma, fra via Nomentana, Via del Casale di San Basilio, Viale Kant, Via Galbani, Via di Casal de' Pazzi e Via Bartolo Longo, dentro il GRA. Dal lato di via del Podere Rosa sono visibili le Carceri di Rebibbia.
Il parco è gestito dall'Ente Regionale RomaNatura  in collaborazione con il comune di Roma, la LIPU e l'associazione Podere Rosa. È stato costituito nel 1989, con un'area di 60 ettari.

## Storia
Il nome pare che derivi dal fondo di "Auzano" altrimenti detto la grande tenuta agricola della romana gens Acutia (famiglia medievale), famiglia a cui pare sia dedicata una via nei dintorni (Via Acuzia). Poi divenne parte della grande Tenuta Talenti che divenne così estesa 120 ha.
In seguito a vari processi di urbanizzazione, il parco negli anni cinquanta-anni sessanta perse una vasta porzione della sua estensione a causa della costituzione dei nuovi quartieri di Monte Sacro, Ponte Mammolo, Monte Sacro Alto e San Basilio (Roma), proseguita negli anni successivi con la zona di Casal de' Pazzi, e Rebibbia. Tuttavia l'espansione urbanistica fece sensibilizzare delle associazioni ambientaliste che intendevano tutelare dei lembi della tenuta del Parco di Aguzzano facendo così istituire il parco con legge 08/08/1989.
Nel luglio 1997 il comune di Roma ha occupato 13 dei 52 ha. per valorizzare il territorio piantando alberi a protezione dei giochi per bambini.

## Flora
Tra gli alberi del parco si annoverano: platani, pioppi bianchi e neri, cipressi, noci, mandorli, fichi, olivi.
Molti dei viali all'interno sono alberati con pini vecchi di circa 150 anni. Il resto del parco, prevalentemente pianeggiante, con pochi dislivelli, è ricoperto di prati per la quasi totalità.
Il parco è attraversato dal fosso di San Basilio, secco nei mesi più colpiti dalla siccità, che ospita, quand'è pieno d'acqua, canne di palude, equiseto, alghe, salici, pioppi, carote selvatiche.

## Fauna
Nel parco intorno al fosso di San Basilio si trovano bisce, uccelli ed alcuni piccoli mammiferi, numerosi insetti, tra cui scarabei, alcuni anfibi come il rospo smeraldino, il rospo comune e rane. Nei prati intorno al fosso si trovano lucertole, topi, serpenti.
Tra gli altri animali presenti nel parco sono da citare:
merli, aironi, tortore, cornacchie grigie, volpi, donnole, ricci, talpe, nottole (tipo di pipistrelli notturni), gazze, cinciallegre, cinciarelle, capinere, codibugnoli, codirossi e pappagalli.

## I Casali
Nel parco vi sono dei casali, una volta raggiungibili in automobile da una via privata che si diramava da Via di Casal de' Pazzi. In particolare, il gruppo di casali denominato Casali A.L.B.A. 3 sono dei casali storici del parco, ristrutturati o in via di ristrutturazione grazie a un programma di recupero dell'Assessorato alle Politiche per le Periferie, per lo Sviluppo Locale e il Lavoro con finanziamento della Regione Lazio: "La Vaccheria" (sede del centro di cultura ecologica restaurato nel 2002), la "Stalla dei Tori" e il "Fienile" (ancora da restaurare) e di circa 1000 m2.

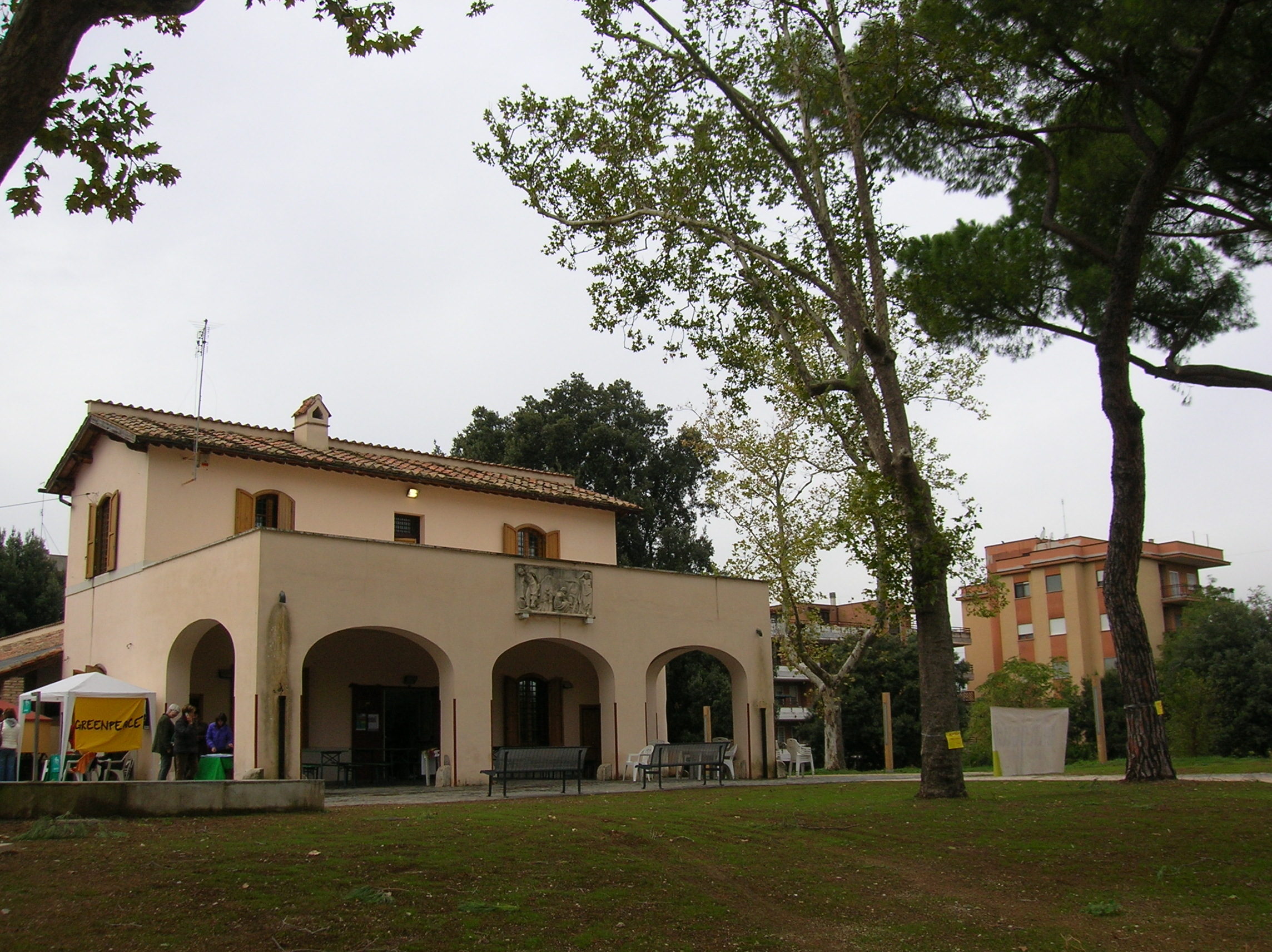
Il centro polifunzionale

 Il progetto di ristrutturazione riguarda la restaurazione della Stalla dei Tori in una sala polifunzionale, mentre il Fienile in terrazza con belvedere sul parco, aula didattica all'aperto e spazio spettacoli stagionale e di un adeguamento delle Vaccherie. In uno di questi casali c'è un centro che funge da centro informazioni per il parco.
Nei casali sono inoltre ospitati:

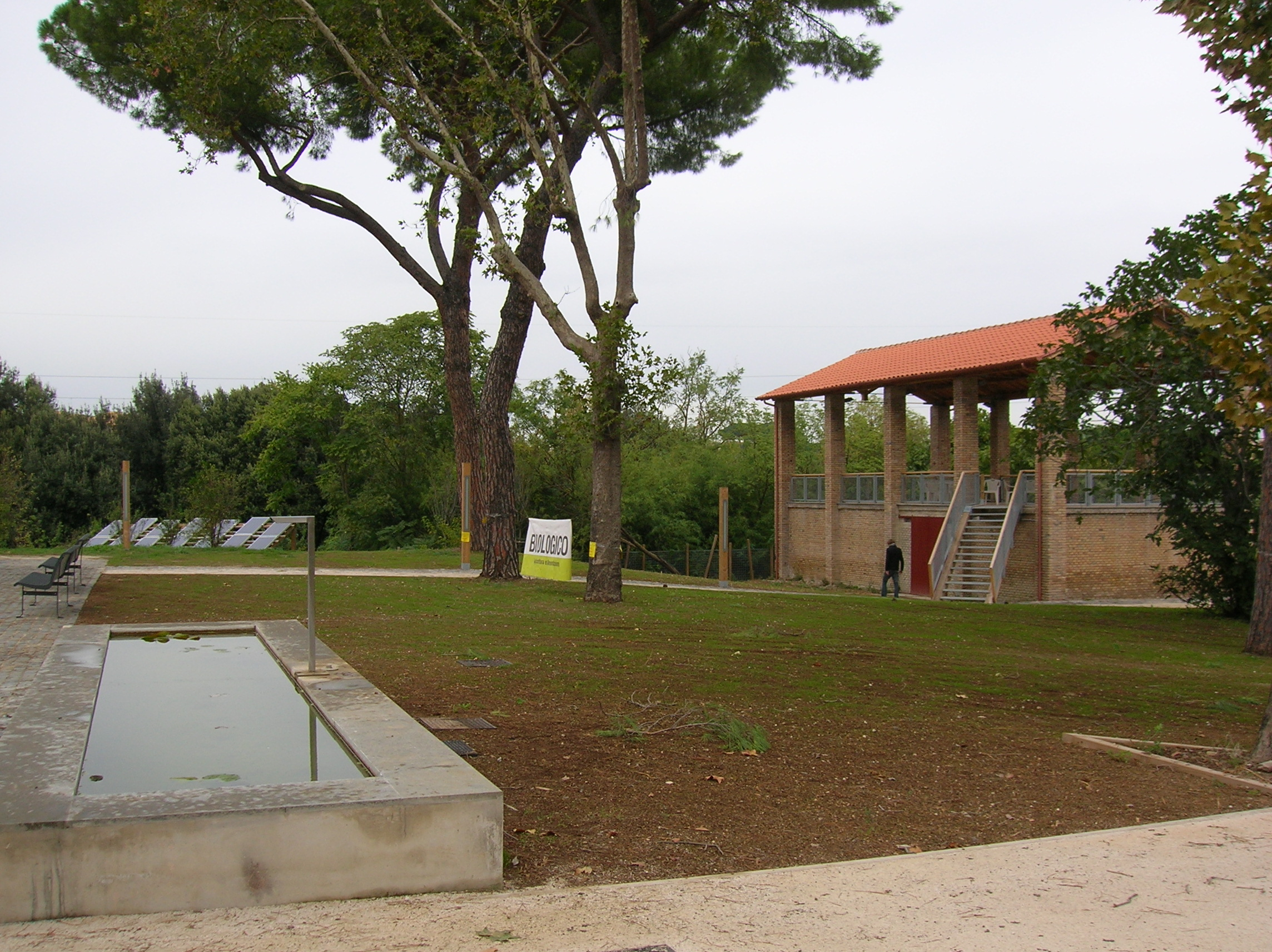
Fontana e fienile

- il Centro di Cultura Ecologica, progetto LIPU e del Casale Podere Rosa in convenzione con il Comune di Roma, che dal 2007 conserva la "Mediateca delle Terre" del Centro Internazionale Crocevia: questo centro è stato realizzato entro una stalla restaurata;[6] la sua funzione è la conservazione della natura, l'etica ambientale, ecologica, urbana e l'agricoltura ecologica, lo sviluppo responsabile, le scienze sociali, le arti, i media, i nuovi linguaggi comunicativi,[6][7]

- la Biblioteca "Fabrizio Giovenale", biblioteca tematica, ad indirizzo scientifico, specializzata sull'ecologia e la solidarietà internazionale (dal 2005 nel catalogo on-line del Polo SBN del Comune di Roma),[8]
- l'Archivio Ambientalista, nato a partire da un'intuizione di Giorgio Nebbia, che raccoglie la memoria storica recente delle battaglie ambientaliste,[9]
- Il Casale Alba 2 che ospita un centro sociale di tutela del parco di Aguzzano.[10]

Nel cortile dei casali A.L.B.A. si svolge il Mercatino Biologico ogni terzo sabato del mese. Nelle strutture polifunzionali vengono presentati libri, conferenze, rassegne di cortometraggi, ecc.

## Centri sportivi
Nei pressi della zona di Via Salazar sorgono, entro il parco, dei centri sportivi. Altro verde attrezzato è concentrato, con giochi per bambini e un percorso ciclabile-pedonale lungo 700 metri con 10 stazioni nei pressi dell'ingresso di Piazzale Hegel.
Delle piste per footing completano l'area sportiva del parco.

## Galleria d'immagini

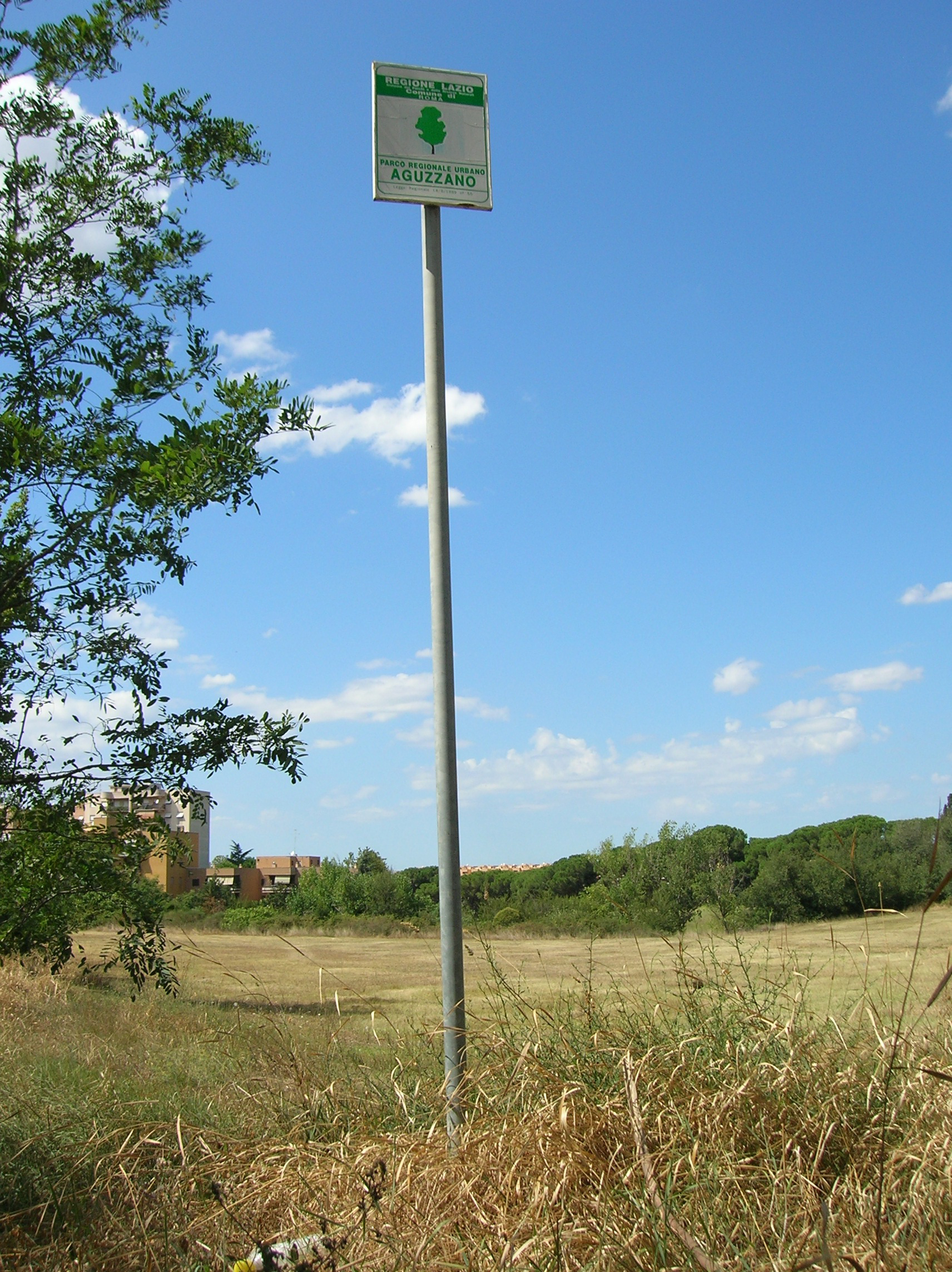
Un prato nel parco
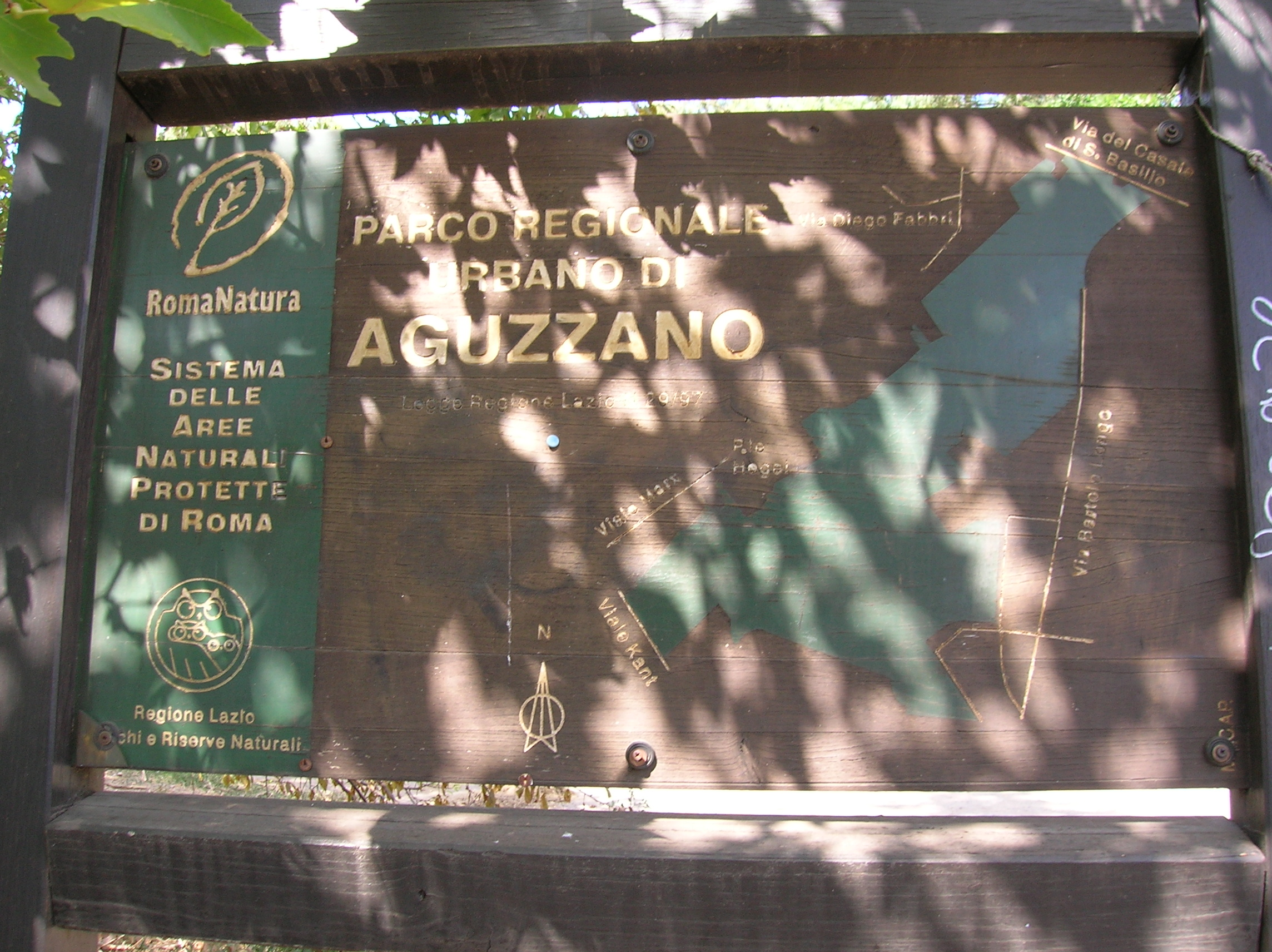
Il cartello all'ingresso